# Generi di Thomisidae
Di seguito è riportato l'elenco dei 169 generi viventi e dei 14 generi fossili della famiglia di ragni Thomisidae noti a febbraio 2015.

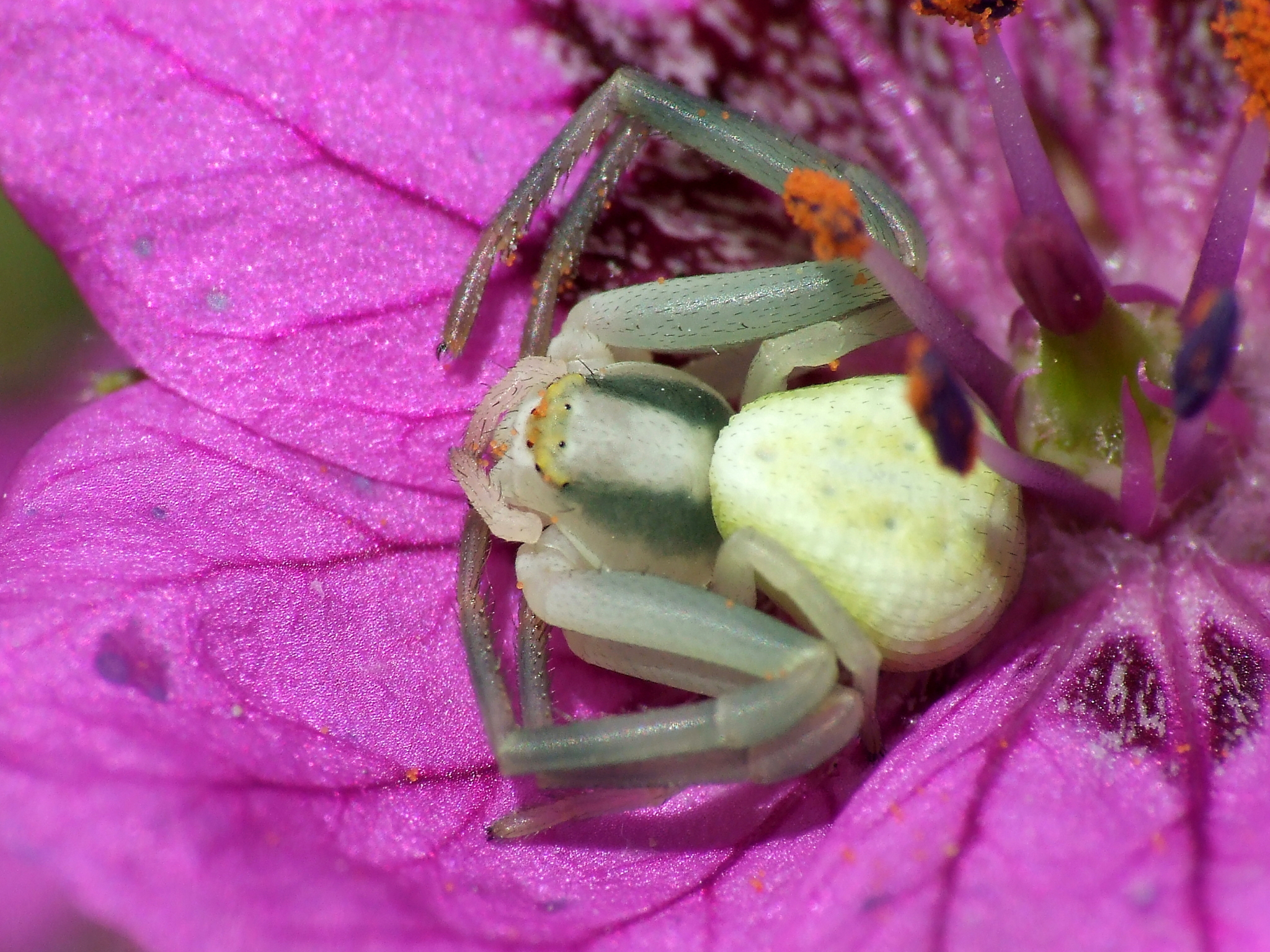
Misumena vatia, pronta allo scatto

La suddivisione in sottofamiglie segue il catalogo delle forme di vita dell'entomologo Joel Hallan.

## Aphantochilinae
- Aphantochilinae Thorell, 1873

1. Aphantochilus O. P.-Cambridge, 1870 - America meridionale e centrale (Argentina, Brasile, Venezuela, Perù, Panama, Paraguay) (3 specie)
2. Bucranium O. P.-Cambridge, 1881;[4] - Venezuela, Guyana, Perù, Brasile, Paraguay, Messico, Cuba, Guatemala (4 specie)

## Bominae
- Bominae Simon, 1886

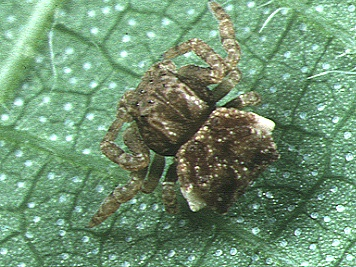
Boliscus tuberculatus, femmina

1. Avelis Simon, 1895 - Sudafrica (genere monospecifico)
2. Boliscus Thorell, 1891 - Sri Lanka, Nuova Caledonia, Cina e dal Myanmar al Giappone (3 specie)
3. Bomis L. Koch, 1874 - India, Australia occidentale, Queensland (4 specie)
4. Corynethrix L. Koch, 1876 - Queensland, Nuovo Galles del Sud (genere monospecifico)
5. Felsina Simon, 1895 - Africa occidentale (genere monospecifico)
6. Holopelus Simon, 1886 - Africa centrale e meridionale, India, Sumatra, isola di Bioko, Sri Lanka (7 specie)
7. Parabomis Kulczynski, 1901 - Africa orientale, Namibia, Etiopia (3 specie)
8. Thomisops Karsch, 1879 - Africa, Cina (10 specie)

## Dietinae
- Dietinae
  - Alcimochthini

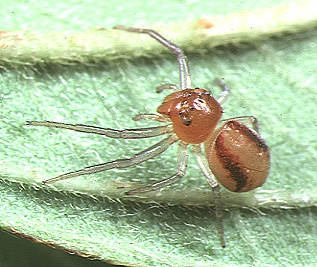
Alcimochthes limbatus

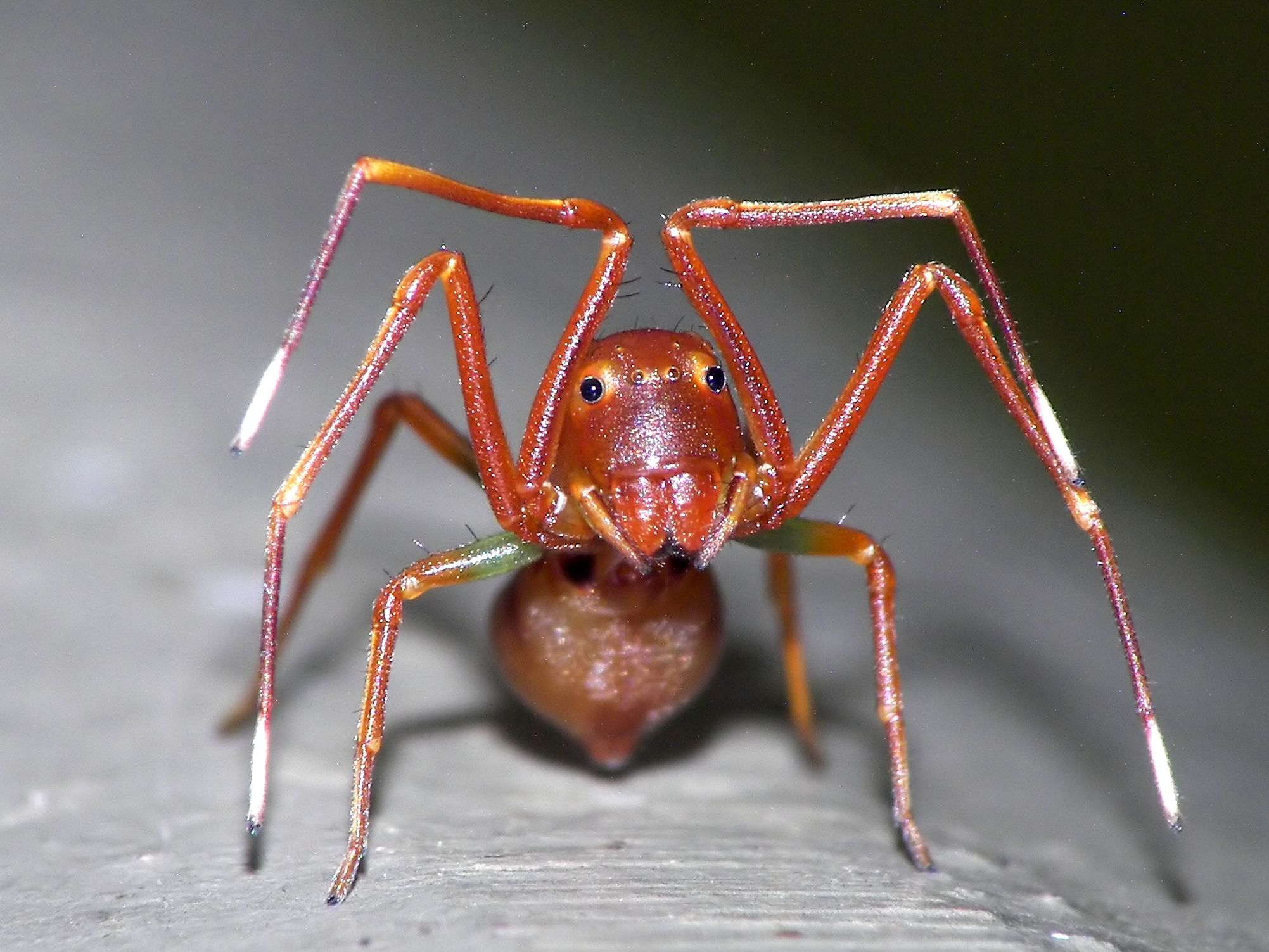
Amyciaea lineatipes

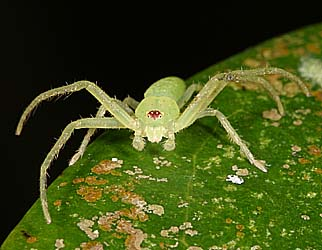
Oxytate hoshizuna

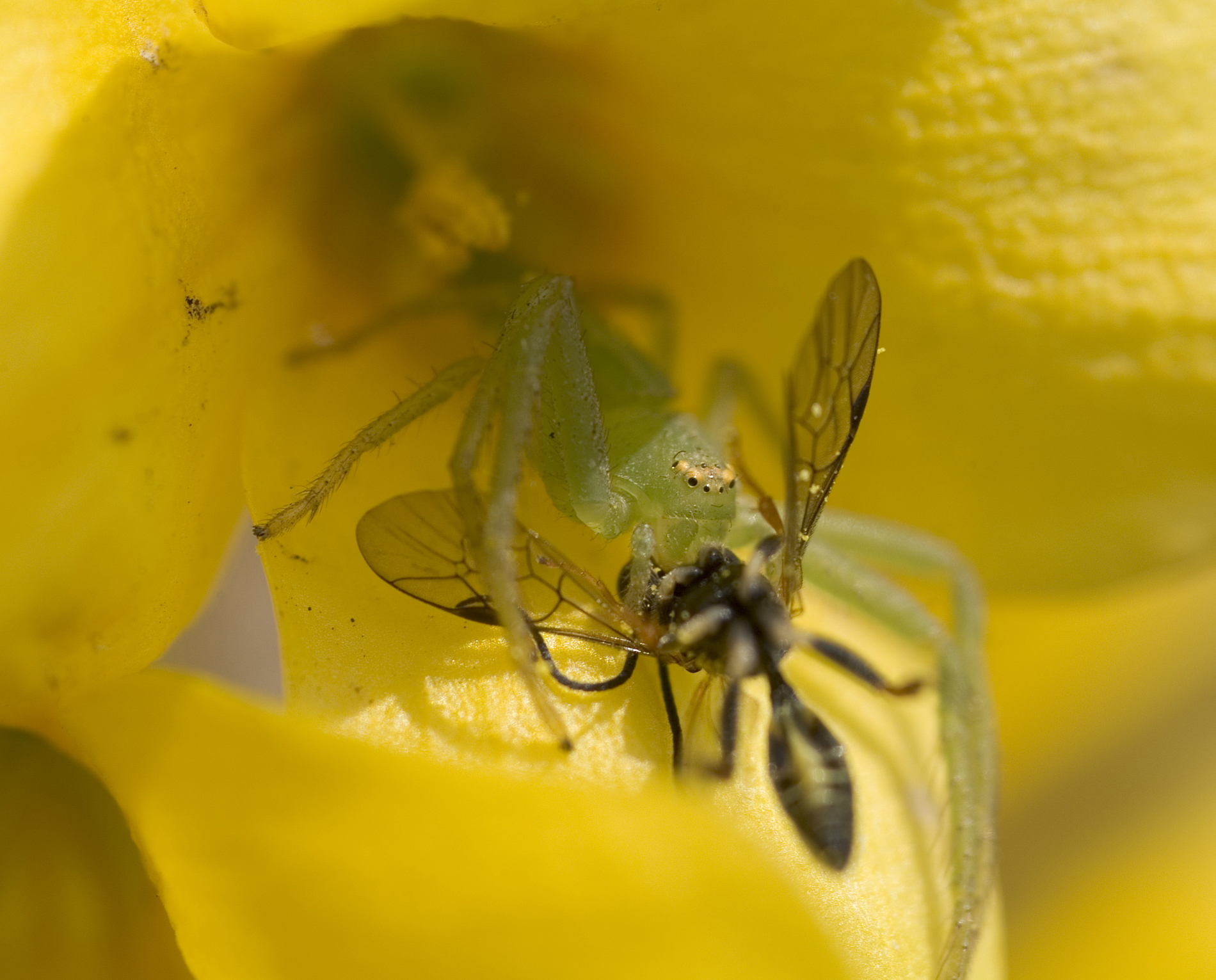
Oxytate striatipes

1. Alcimochthes Simon, 1885 - Vietnam, Cina, Taiwan, Singapore, Giappone (3 specie)
2. Domatha Simon, 1895 - Filippine, Nuova Guinea (2 specie)

- Amyciaeini

1. Amyciaea Simon, 1885 - India, Australia, Vietnam, Sumatra, Nuova Guinea, dalla Cina alla Malesia, Singapore, Costa d'Avorio, Sierra Leone (5 specie)
2. Pseudamyciaea Simon, 1905 - Giava  (genere monospecifico)

- Apyretinini

1. Apyretina Strand, 1929 - Madagascar (5 specie)
2. Lampertia Strand, 1907 - Madagascar (genere monospecifico)
3. Nyctimus Thorell, 1877 - Sumatra, Celebes (genere monospecifico)
4. Zametopina Simon, 1909 - Vietnam, Cina (genere monospecifico)

- Dietini

1. Cetratus Kulczynski, 1911 - Nuova Guinea (genere monospecifico)
2. Dietopsa Strand, 1932 - India (2 specie)
3. Diplotychus Simon, 1903 - Madagascar (genere monospecifico)
4. Loxobates Thorell, 1877 - Cina, India, Filippine, Myanmar, Giappone, Celebes, Bhutan, Malesia (10 specie)
5. Lycopus Thorell, 1895 - Nuova Guinea, India, Myanmar, Cina, isole Molucche, Singapore  (9 specie)
6. Musaeus Thorell, 1890 - Sumatra (genere monospecifico)
7. Ostanes Simon, 1895 - Africa occidentale (genere monospecifico)
8. Oxytate L. Koch, 1878 - Africa centrale, occidentale, orientale e meridionale, India, Cina, Australia occidentale, Myanmar, Bhutan, isole Andamane, Giappone, Corea, Taiwan (26 specie)
9. Pasias Simon, 1895 - India, Filippine  (3 specie)
10. Pasiasula Roewer, 1942 - isola di Bioko (golfo di Guinea) (genere monospecifico)
11. Phaenopoma Simon, 1895 - Senegal, Sierra Leone, Sudafrica  (3 specie)
12. Scopticus Simon, 1895 - Giava  (genere monospecifico)

- Emplesiogonini

1. Emplesiogonus Simon, 1903 - Madagascar  (2 specie)
2. Plastonomus Simon, 1903 - Madagascar  (genere monospecifico)
3. Pseudoporrhopis Simon, 1886 - Madagascar  (genere monospecifico)

- Mystariini

1. Hewittia Lessert, 1928 - Congo  (genere monospecifico)
2. Leroya Lewis & Dippenaar-Schoeman, 2014 - Congo, Costa d'Avorio, Ruanda, Uganda e Sierra Leone (2 specie)
3. Mystaria Simon, 1895 - Africa occidentale, orientale e meridionale (14 specie e 1 sottospecie)
4. Sylligma Simon, 1895 - Etiopia, Sierra Leone, Congo, Guinea, Mozambico, Ruanda, Botswana, Sudafrica, Nigeria  (7 specie)

- Tagulini

1. Tagulinus Simon, 1902 - Vietnam  (genere monospecifico)
2. Tagulis Simon, 1895 - Sierra Leone, Sri Lanka  (2 specie)

- incertae sedis

1. Bassaniodes Pocock, 1903 - isola di Socotra (Oceano Indiano) (genere monospecifico)

## Stephanopinae
- Stephanopinae
  - Haedanini

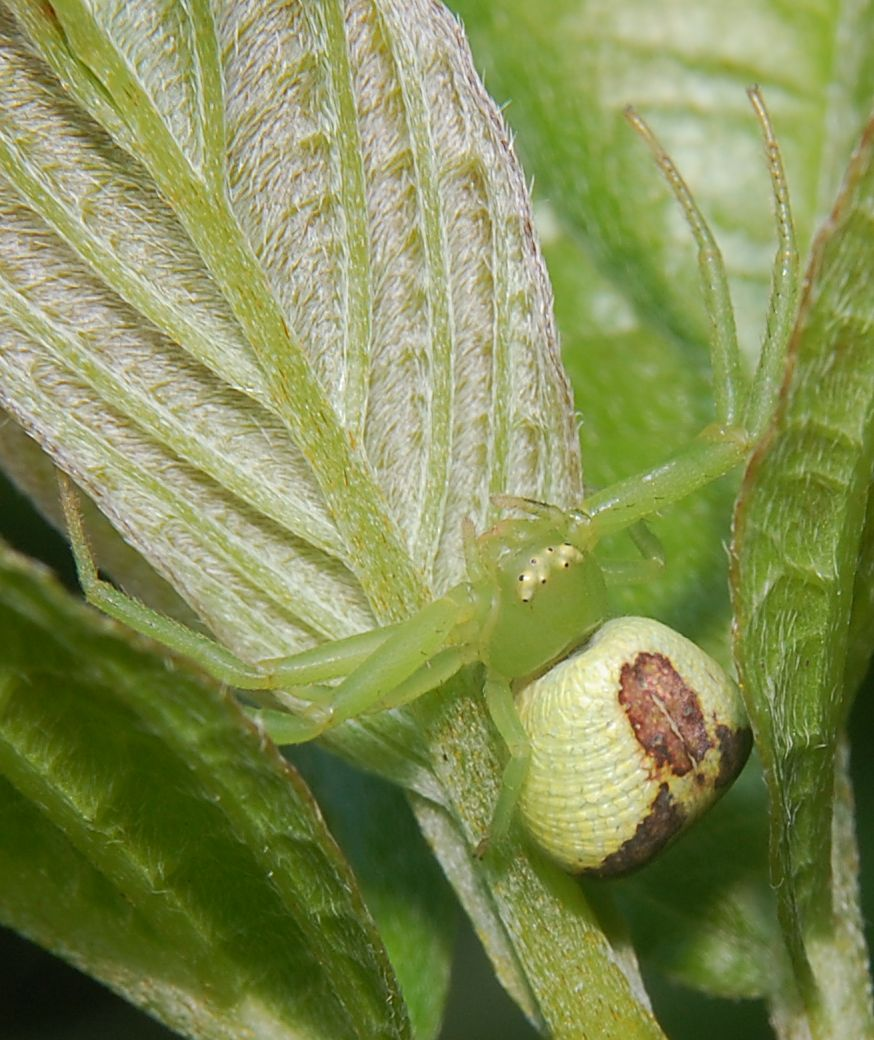
Ebrechtella tricuspidata

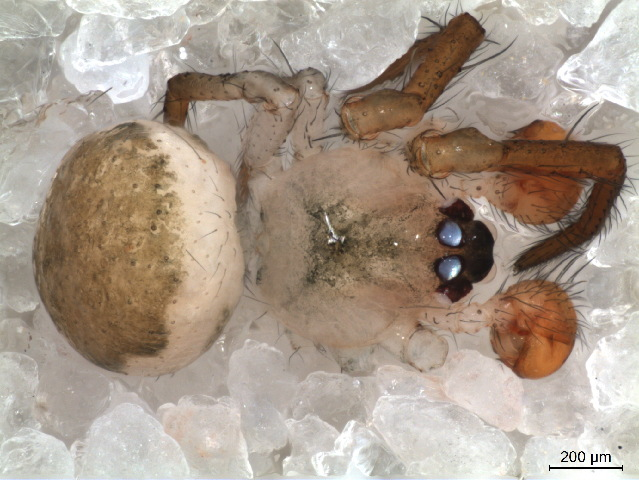
Onocolus pentagonus

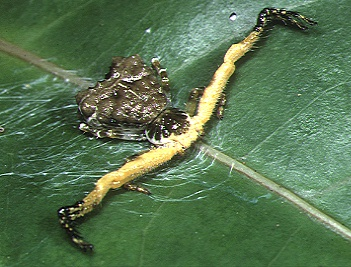
Phrynarachne ceylonica, femmina

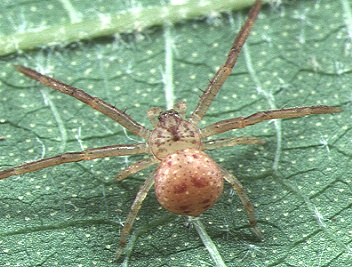
Pharta brevipalpus, giovane

1. Ebrechtella Dahl, 1907 - regione paleartica, indomalese e Nuova Guinea (10 specie e una sottospecie)
2. Erissoides Mello-Leitão, 1929 - Brasile, Argentina (3 specie)
3. Erissus Simon, 1895 - Brasile, Perù, Venezuela (10 specie)
4. Haedanula Caporiacco, 1941 - Etiopia (genere monospecifico)
5. Hedana L. Koch, 1874 - Nuova Guinea, Malesia, Giava, Sumatra, Myanmar, Australia centrale, Nuovo Galles del Sud, isole Tonga (10 specie)
6. Pycnaxis Simon, 1895 - Filippine  (genere monospecifico)
7. Reinickella Dahl, 1907 - Giava  (genere monospecifico)
8. Rhaebobates Thorell, 1881 - Nuova Guinea (2 specie)
9. Tharrhalea L. Koch, 1875 - Nuova Guinea, Filippine, Madagascar, Celebes, Queensland, Australia settentrionale (11 specie)

- - Phrynarachnini

1. Iphoctesis Simon, 1903 - Madagascar (genere monospecifico)
2. Phrynarachne Thorell, 1869 - Myanmar, Cina, Sri Lanka, Taiwan, Giappone, Madagascar, Giava, Cambogia, Etiopia, Corea, Costa d'Avorio (29 specie e 3 sottospecie)
3. Trichopagis Simon, 1886 - Gabon, Guinea, Sudafrica, Madagascar (genere monospecifico)

- - Stephanopini

1. Angaeus Thorell, 1881 - Cina, Borneo, Vietnam, India, isole Andamane, Singapore, Sumatra (11 generi)
2. Ascurisoma Strand, 1928 - Africa occidentale, Sri Lanka (genere monospecifico)
3. Borboropactus Simon, 1884 - Sudafrica, Cina, Nuova Guinea, Filippine, Giava, Malesia (16 specie e una sottospecie)
4. Cebrenninus Simon, 1887 - Sumatra, Giava, Borneo, Filippine, Thailandia, Cina, Malesia, Laos (5 specie e una sottospecie)
5. Coenypha Simon, 1895 - Cile (4 specie)
6. Epicadinus Simon, 1895 - Brasile, Messico, Perù, Paraguay, Guyana francese, Bolivia (11 specie)
7. Epicadus Simon, 1895 - Brasile, Costarica, Argentina, Uruguay (6 specie e una sottospecie)
8. Epidius Thorell, 1877 - Africa occidentale, Congo, Guinea, Cina, India, Giava, Sumatra, Filippine, Vietnam (10 specie e una sottospecie)
9. Geraesta Simon, 1889 - Madagascar, Tanzania (3 specie)
10. Ibana Benjamin, 2014 - Borneo (genere monospecifico)
11. Isala L. Koch, 1876 - Australia (genere monospecifico)
12. Isaloides F. O. P.-Cambridge, 1900 - Messico, Panama, Cuba, Hispaniola (3 specie)
13. Onocolus Simon, 1895 - Brasile, Perù, Guyana, Paraguay, Venezuela (16 specie)
14. Pharta Thorell, 1891 - Cina, Birmania, Malesia, Singapore, Borneo  (7 specie)
15. Pothaeus Thorell, 1895 - Birmania  (genere monospecifico)
16. Prepotelus Simon, 1898 - isole Mauritius, isola Réunion (4 specie)
17. Sidymella Strand, 1942 - Brasile, Nuova Zelanda, Queensland, Australia occidentale, Victoria, Colombia, Argentina, Nuovo Galles del Sud, Uruguay  (21 specie)
18. Stephanopis O. P.-Cambridge, 1869 - Brasile, Australia, Nuova Guinea, Cile, Tasmania, Panama, Congo, isole Figi, Nuove Ebridi, Madagascar, Colombia  (63 specie)
19. Synalus Simon, 1895 - Nuovo Galles del Sud, Tasmania  (2 specie)
20. Tobias Simon, 1895 - Brasile, Bolivia, Perù, Guyana francese, Hispaniola, Panama  (17 specie)

- - Stephanopoidini

1. Parastephanops F. O. P.-Cambridge, 1900 - Panama, Cuba (2 specie)
2. Stephanopoides Keyserling, 1880 - Brasile, Panama, Argentina, Guyana, Perù, Bolivia  (3 specie)

## Stiphropodinae
- Stiphropodinae Simon, 1886

1. Heterogriffus Platnick, 1976 - Congo, Uganda, Angola (genere monospecifico)
2. Stiphropella Lawrence, 1952 - Sudafrica (genere monospecifico)
3. Stiphropus Gerstäcker, 1873 - Africa meridionale, orientale ed occidentale, Congo, Costa d'Avorio, Guinea-Bissau, Asia centrale, India, Cina, Filippine, Nepal, Myanmar  (20 specie)

## Strophiinae
- Strophiinae Simon, 1895

- Ceraarachnini Simon, 1895

1. Ceraarachne Keyserling, 1880 - Brasile, Colombia (4 specie)
2. Simorcus Simon, 1895 - Africa centrale, occidentale e meridionale (Congo, Namibia, Botswana, Zimbabwe, Guinea, Sudafrica, Tanzania), Cina, Yemen  (13 specie)
3. Ulocymus Simon, 1886 - Brasile (4 specie)

- Strophiini Simon, 1895

1. Strigoplus Simon, 1885 - India, Cina, Malesia, Bhutan, Giava  (5 specie)
2. Strophius Keyserling, 1880 - Brasile, Panama, Costarica, Perù, Paraguay, Messico (7 specie)

- incertae sedis

1. Parastrophius Simon, 1903 - Camerun, Guinea equatoriale, Pakistan  (2 specie)

## Thomisinae
- Thomisinae
  - Camaricini

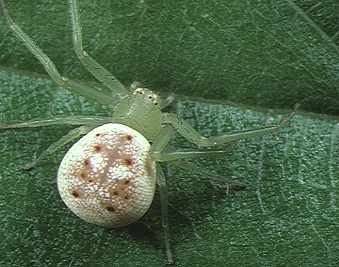
Diaea subdola, femmina

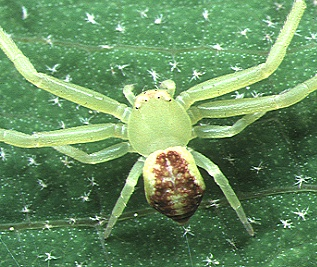
Misumenops tricuspidatus, femmina

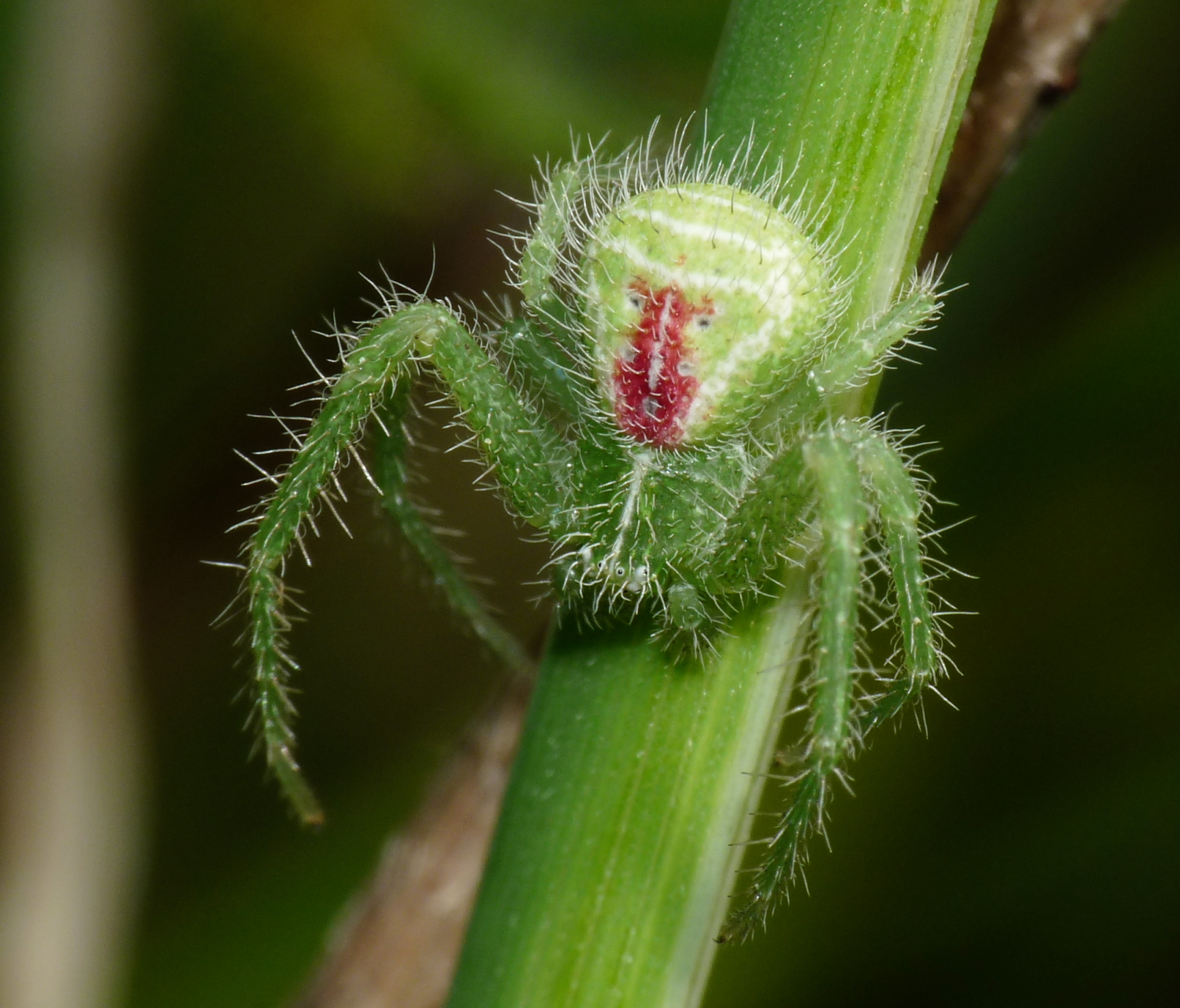
Heriaeus sp.

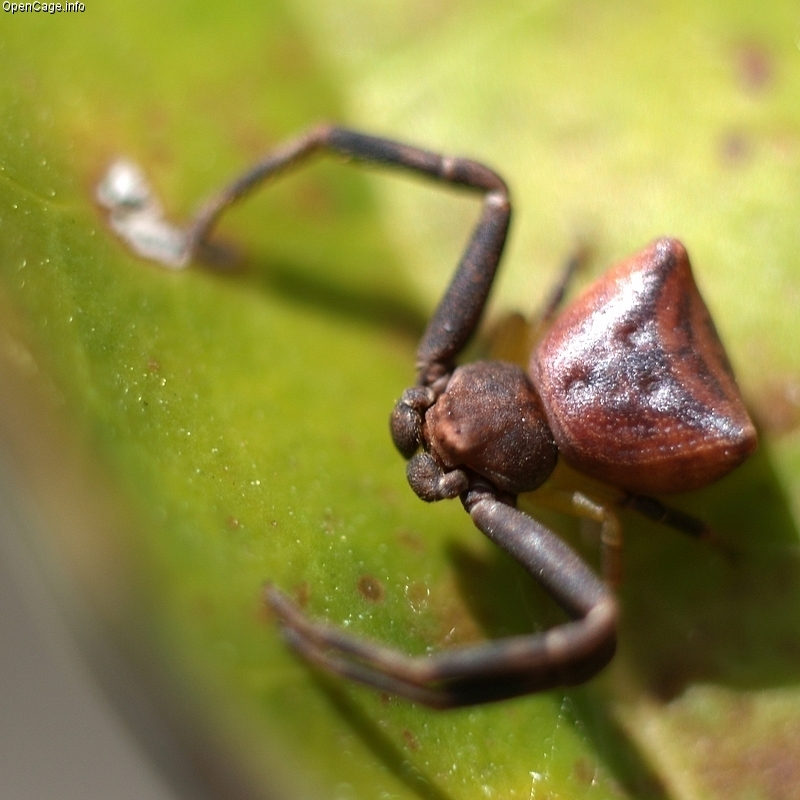
Pistius undulatus, femmina

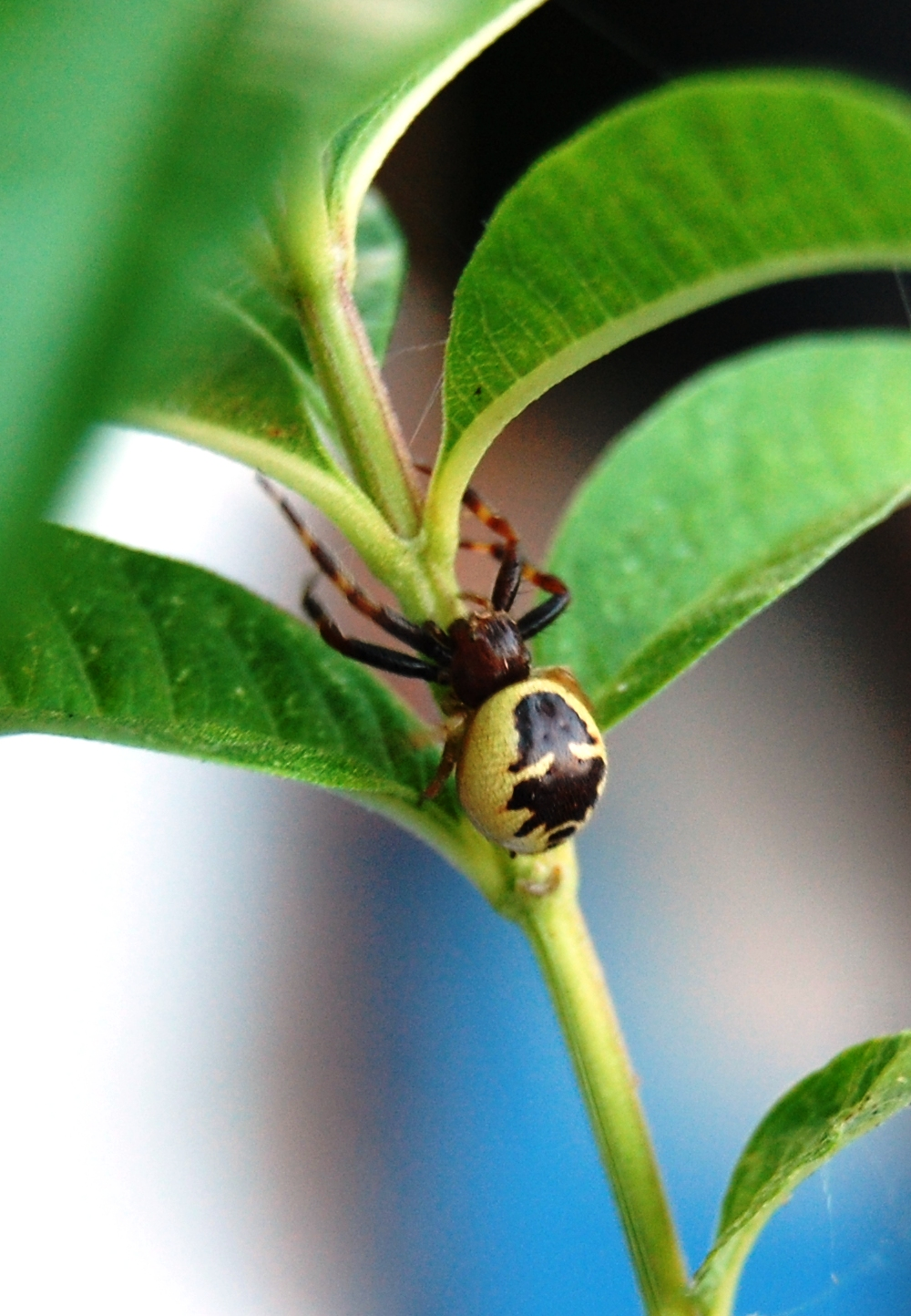
Synema globosum, forma gialla

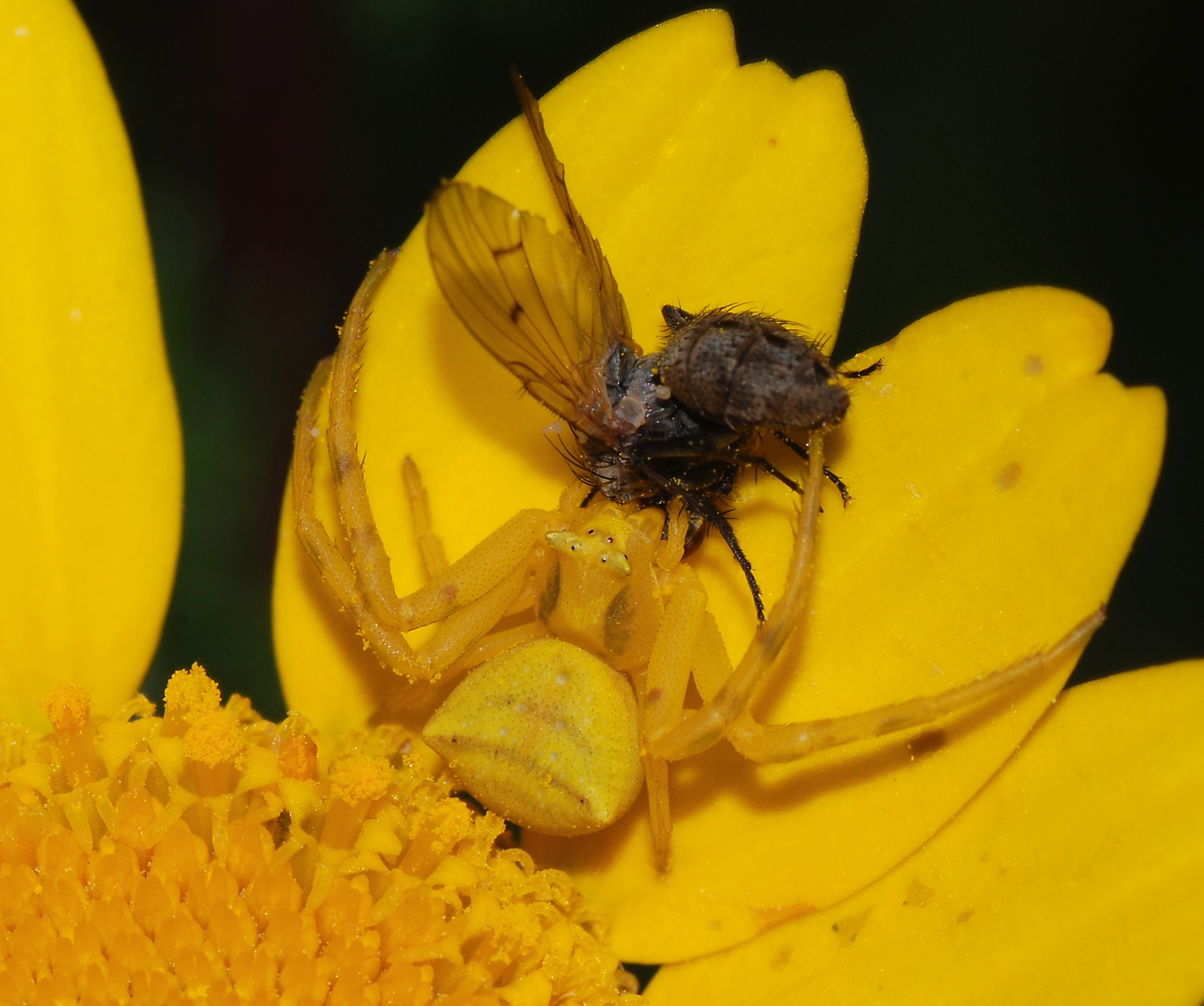
Thomisus onustus che preda una mosca

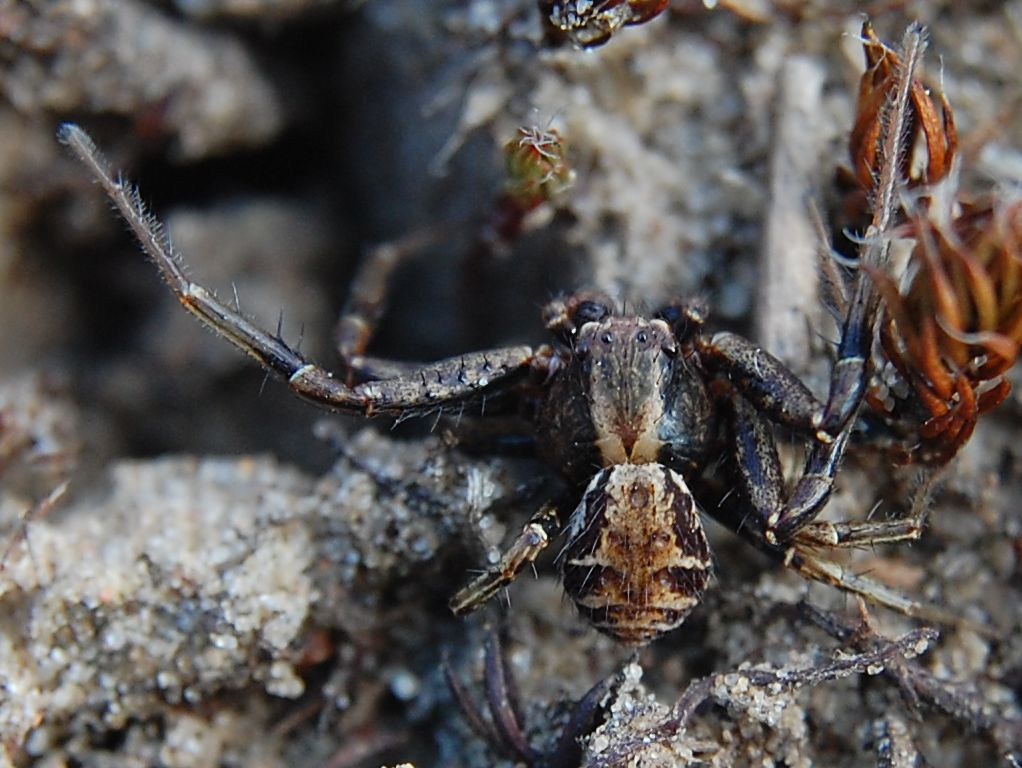
Xysticus kochi, maschio

1. Camaricus Thorell, 1887 - India, Africa centrale, orientale e meridionale, Nuova Caledonia, Filippine, Sumatra, Cina, Vietnam, Etiopia (14 specie e una sottospecie)
2. Cynathea Simon, 1895 - Africa occidentale, Gabon, Angola (3 specie)

- - Coriarachnini

1. Coriarachne Thorell, 1870 - regione paleartica, USA, Canada, Alaska, Vietnam (5 specie)
2. Firmicus Simon, 1895 - Africa, Spagna, Francia, Israele, Vietnam, isole Seychelles (17 specie e 2 sottospecie)
3. Tharpyna L. Koch, 1874 - Queensland, Nuovo Galles del Sud, Australia occidentale, India, Giava  (12 specie)

- - Cymbachini

1. Cymbacha L. Koch, 1874 - Queensland, Nuovo Galles del Sud, Nuova Guinea, Tasmania, Sri Lanka (8 specie)

- - Diaeini

1. Bassaniana Strand, 1928 - regione olartica, prevalentemente America settentrionale (5 specie)
2. Cozyptila Lehtinen & Marusik, 2005 - Turchia, Asia centrale, Ucraina, Russia (3 specie)
3. Cymbachina Bryant, 1933 - Nuova Zelanda (genere monospecifico)
4. Demogenes Simon, 1895 - Nuova Guinea, isole Andamane (2 specie)
5. Diaea Thorell, 1869 - regione paleartica, Giava, Sumatra, Africa, Australia, Polinesia, Colombia, Nuova Guinea, USA, Madagascar, Celebes, Yemen (75 specie)
6. Dimizonops Pocock, 1903 - Socotra (genere monospecifico)
7. Heriaesynaema Caporiacco, 1939 - Etiopia (genere monospecifico)
8. Indoxysticus Benjamin & Jaleel, 2010 - India (3 specie)
9. Mecaphesa Simon, 1900 - America settentrionale e centrale, isole Hawaii, isole Galapagos, isole Juan Fernandez (49 specie e 3 sottospecie)
10. Metadiaea Mello-Leitão, 1929 - Brasile  (genere monospecifico)
11. Narcaeus Thorell, 1890 - Giava  (genere monospecifico)
12. Ocyllus Thorell, 1887 - Birmania (2 specie)
13. Ozyptila Simon, 1864 - tutti i continenti ad eccezione dell'America centromeridionale  (103 specie e 5 sottospecie)
14. Parasynema F. O. P.-Cambridge, 1900 - dal Messico ad El Salvador  (2 specie)
15. Phireza Simon, 1886 - Brasile  (genere monospecifico)
16. Physoplatys Simon, 1895 - Paraguay  (genere monospecifico)
17. Pyresthesis Butler, 1879 - Guyana, Madagascar (2 specie)
18. Saccodomus Rainbow, 1900 - Nuovo Galles del Sud  (genere monospecifico)
19. Synaemops Mello-Leitão, 1929 - Brasile, Argentina  (4 specie)
20. Synema Simon, 1864 - cosmopolita  (122 specie e 6 sottospecie)
21. Xysticus C. L. Koch, 1835 - regione olartica, Etiopia, Nuovo Galles del Sud, Africa centrale e occidentale, Queensland (360 specie e 15 sottospecie)

- Heriaecini

1. Herbessus Simon, 1903 - Madagascar (genere monospecifico)
2. Heriaeus Simon, 1875 - regione paleartica, Africa (34 specie)
3. Wechselia Dahl, 1907 - Argentina (genere monospecifico)
4. Zygometis Simon, 1901 - dalla Thailandia all'Australia, isola Lord Howe (genere monospecifico)

- Misumenini

1. Cyriogonus Simon, 1886 - Madagascar (6 specie)
2. Henriksenia Lehtinen, 2005 - Asia orientale e sudorientale, Nuova Guinea (2 specie)
3. Loxoporetes Kulczyński, 1911 - Nuova Guinea, Territorio del Nord (Australia) (2 specie)
4. Massuria Thorell, 1887 - India, Cina, Myanmar, Giappone (7 specie)
5. Micromisumenops Tang & Li, 2010 - Cina (genere monospecifico)
6. Misumena Latreille, 1804 - regione olartica, Brasile, Perù, Cuba, Messico, Giava, Kenya, Angola, Guyana francese, Nuova Guinea, Vietnam, Filippine, Argentina (41 specie)
7. Misumenoides F. O. P.-Cambridge, 1900 - America settentrionale, centrale e meridionale, India (36 specie)
8. Misumenops F. O. P.-Cambridge, 1900 - America settentrionale, centrale e meridionale, Africa, Cina, Uzbekistan, isole Capo Verde, Borneo, Filippine, Asia centrale (57 specie e 1 sottospecie)
9. Misumessus Banks, 1904 - dal Canada al Guatemala, isola di Saint Vincent  (genere monospecifico)
10. Pistius Simon, 1875 - regione paleartica, India  (10 specie)
11. Runcinia Simon, 1875 - regione paleartica, Africa, India, Pakistan, Timor, Bangladesh, Myanmar, Giava, Sudafrica, Nuova Guinea, Australia, Paraguay  (30 specie)
12. Runcinioides Mello-Leitão, 1929 - Brasile, Guyana francese (4 specie)
13. Soelteria Dahl, 1907 - Madagascar  (genere monospecifico)
14. Thomisus Walckenaer, 1805 - cosmopolita, una sola specie in America meridionale (138 specie e 6 sottospecie)

- Pagidini

1. Pactactes Simon, 1895 - Africa occidentale, centrale e meridionale  (3 specie)
2. Pagida Simon, 1895 - Sri Lanka, Sumatra  (2 specie)

- Platyarachnini

1. Deltoclita Simon, 1887 - Brasile, Perù (3 specie)
2. Philogaeus Simon, 1895 - Brasile, Cile (2 specie)
3. Platyarachne Keyserling, 1880 - Argentina, Brasile, Perù, Guyana francese (4 specie)

- Platythomisini

1. Platythomisus Doleschall, 1859 - Africa meridionale, orientale, Guinea, Congo, Costa d'Avorio, Giava, Sumatra, India (13 specie)
2. Poecilothomisus Simon, 1895 - Australia settentrionale  (genere monospecifico)

- Porrhopini

1. Porropis L. Koch, 1876 - Queensland, Nuova Guinea, Angola  (6 specie)

- Smodicinini

1. Indosmodicinus Sen, Saha & Raychaudhuri, 2010 - Cina, India  (genere monospecifico)
2. Parasmodix Jézéquel, 1966 - Costa d'Avorio  (genere monospecifico)
3. Smodicinodes Ono, 1993 - Cina, Thailandia, Malesia  (4 specie)
4. Smodicinus Simon, 1895 - Africa occidentale e meridionale (genere monospecifico)

- Talaini

1. Lysiteles Simon, 1895 - Cina, Russia, Corea, Giappone, India, Nepal, Bhutan, Taiwan, Filippine, Pakistan (56 specie)
2. Sinothomisus Tang et al., 2006 - Cina  (2 specie)
3. Spilosynema Tang & Li, 2010 - Cina  (4 specie)
4. Talaus Simon, 1886 - Cina, Myanmar, Sri Lanka, India, Sumatra, Bhutan, Vietnam, Giava  (12 specie)

- Tmarini

1. Acentroscelus Simon, 1886 - Brasile, Perù, Argentina, Guyana, Guyana francese (11 specie)
2. Acrotmarus Tang & Li, 2012 - Cina (genere monospecifico)
3. Gnoerichia Dahl, 1907 - Camerun (genere monospecifico)
4. Haplotmarus Simon, 1909 - Vietnam (genere monospecifico)
5. Latifrons Kulczyński, 1911 - Nuova Guinea (genere monospecifico)
6. Monaeses Thorell, 1869 - Africa occidentale e meridionale, Filippine, Giappone, Nepal, Sri Lanka, Myanmar, Cina, Grecia, Turchia, Israele, Europa (27 specie)
7. Pherecydes O. P.-Cambridge, 1883 - Africa occidentale e meridionale, Tunisia (7 specie e 1 sottospecie)
8. Philodamia Thorell, 1894 - Singapore, Cina, Myanmar, Bhutan (7 specie)
9. Titidiops Mello-Leitão, 1929 - Brasile (genere monospecifico)
10. Titidius Simon, 1895 - Brasile, Colombia, Guyana, Venezuela, Suriname  (21 specie)
11. Tmarus Simon, 1875 - Americhe, Africa, regione paleartica, India, Filippine, Giava  (219 specie e 2 sottospecie)

- Uraarachnini

1. Uraarachne Keyserling, 1880 - Brasile, Guyana francese  (2 specie)

- incertae sedis

1. Bonapruncinia Simon, 1886 - Brasile, Perù, Argentina, Guyana, Guyana francese (genere monospecifico)

## Incertae sedis
- incertae sedis

1. Ansiea Lehtinen, 2005 - Africa, Arabia Saudita (2 specie)
2. Carcinarachne Schmidt, 1956 - Ecuador (genere monospecifico)
3. Ebelingia Lehtinen, 2005 - Cina, Corea, Giappone, Russia, isola di Okinawa (2 specie)
4. Hexommulocymus Caporiacco, 1955 - Venezuela (genere monospecifico)
5. Ledouxia Lehtinen, 2005 - Isole Mauritius, Isola Réunion (genere monospecifico)
6. Mastira Thorell, 1891 - Filippine, Taiwan, India, Arcipelago delle Molucche (10 specie)
7. Megapyge Caporiacco, 1947 - Guyana (genere monospecifico)
8. Modysticus Gertsch, 1953 - USA, Messico (4 specie)
9. Rejanellus Lise, 2005 - Cuba, Hispaniola, Porto Rico  (4 specie)
10. Tarrocanus Simon, 1895 - Sri Lanka, Pakistan  (2 specie)
11. Taypaliito Barrion & Litsinger, 1995 - Filippine  (genere monospecifico)

## Generi fossili
- Ecotona Lin, Zhang & Wang, 1989[6] - Cina, del Neogene
- Facundia Petrunkevitch, 1942 - ambra baltica, del Paleogene
- Fiducia Petrunkevitch, 1950 - ambra baltica, del Paleogene
- Filiolella Petrunkevitch, 1955a - ambra baltica, del Paleogene
- Heterotmarus Wunderlich, 1988 - ambra dominicana, del Neogene
- Komisumena Ono, 1981 - ambra dominicana, del Neogene
- Miothomisus Zhang, Sun & Zhang, 1994 - Cina, del Neogene
- Palaeoxysticus Wunderlich, 1985 - del Neogene
- Parvulus Zhang, Sun & Zhang, 1994 - Cina, del Neogene
- Succinaenigma Wunderlich, 2004ap - ambra baltica, del Paleogene
- Succiniraptor Petrunkevitch, 2004ao - ambra baltica, del Paleogene
- Syphax C. L. Koch & Berendt, 1854 - ambra baltica, del Paleogene
- Thomisidites Straus, 1967 - Willershausen, nella regione tedesca dell'Assia, del Neogene
- Thomisiraptor Wunderlich, 2004ap - ambra baltica, del Paleogene

## Sinonimi e precedenti denominazioni
- Acracanthostoma Mello-Leitão, 1917; posto in sinonimia con Bucranium O. P.-Cambridge, 1881, a seguito di un lavoro degli aracnologi Teixeira, Campos & Lise, 2014[2].
- Boliscodes Simon, 1909[7] - Vietnam
- Browningella Mello-Leitão, 1948; posto in sinonimia con Stephanopoides Keyserling, 1880, a seguito di un lavoro degli aracnologi Bonaldo & Lise del 2001[2].
- Cryptoceroides Piza, 1937; posto in sinonimia con Aphantochilus O. P.-Cambridge, 1870, a seguito di un lavoro degli aracnologi Gerschman & Schiapelli del 1964[2].
- Lehtinelagia Szymkowiak, 2014[8] - Queensland, Nuovo Galles del Sud, Nuova Guinea
- Majellula Strand, 1932; riconosciuto quale sinonimo di Bucranium (O. P.-Cambridge, 1881) a seguito di un lavoro degli aracnologi Teixeira, Campos e Lise del 2014[2].
- Peritraeus Simon, 1895[9] - Sri Lanka
- Plancinus Simon, 1886[10] - Uruguay
- Takachihoa Ono, 1985[11] - Cina, Corea, Taiwan, Giappone
- Zametopias Thorell, 1892[12] - Sumatra, Sudafrica